# هيرمان دايفيد كوبل
هيرمان دايفيد كوبل (بالدنماركية: Herman D. Koppel)‏ هو عازف بيانو وملحن دنماركي، ولد في 1 أكتوبر 1908 في كوبنهاغن في الدنمارك، وتوفي بنفس المكان في 14 يوليو 1998.

## وصلات خارجية
- هيرمان دايفيد كوبل على موقع IMDb (الإنجليزية)
- هيرمان دايفيد كوبل على موقع ميوزك برينز (الإنجليزية)
- هيرمان دايفيد كوبل على موقع أول ميوزيك (الإنجليزية)
- هيرمان دايفيد كوبل على موقع ديسكوغز (الإنجليزية)